# دوراهة السفلي غلال (تشين)
دوراهة السفلی غلال (بالفارسية: دوراهه سفلی گلال) هي قرية تقع في إيران في قسم تشین الريفي. يقدر عدد سكانها بـ 64 نسمة .